# Vassilis Ephremidis
Vasilis Ephremidis  (griechisch Βασίλης Εφραιμίδης, Schreibweise auch Vassilis Ephremidis, * 31. Dezember 1915 in Athen; † August 2000) war ein griechischer Politiker der Kommunistischen Partei Griechenlands.

## Leben
Ephremidis war von 1981 bis 1999 Abgeordneter im Europäischen Parlament. Er war 1994 Alterspräsident des Europäischen Parlamentes.